# Eublepharis turcmenicus
Eublepharis turcmenicus är en ödleart som beskrevs av  Ilya Sergeevich Darevsky 1977. Eublepharis turcmenicus ingår i släktet Eublepharis och familjen geckoödlor. Inga underarter finns listade i Catalogue of Life.
Arten förekommer i gränsområdet mellan Turkmenistan och nordöstra Iran. Den vistas i kulliga regioner och på högplatå mellan 500 och 1000 meter över havet. Ödlan lever i klippiga landskap med glest fördelade buskar, träd och örter. Den hittas ofta nära underjordiska bon som skapades av andra djur som pipharar. Exemplaren stannar mellan oktober och mitten av april i gömstället. Honor lägger upp till tre ägg.
Några exemplar fångas och säljs som terrariedjur. Utbredningsområdet är upptagen av staternas försvarsmakter. Hela populationen anses vara stor. IUCN kategoriserar arten globalt som livskraftig.